# Ева Секељ
Ева Секељ (мађ. Éva Székely; Будимпешта, 3. април 1927 — Будимпешта, 29. фебруар 2020) била је мађарска пливачица. Двострука је освајачица олимпијских медаља, златне 1952. и сребрне 1956. године. Године 1953. држала је рекорд на 400 м.
Њен муж Деже Ђармати и кћерка Андреа Ђармати су такође били успешни спортисти и освајачи олимпијских медаља.